# Trường Trung học phổ thông Chu Văn An, Thái Nguyên
Trường Trung học phổ thông Chu Văn An, Thái Nguyên là một trong những trường trung học phổ thông nằm trên địa bàn tỉnh Thái Nguyên.

## Lịch sử
Trường thành lập vào ngày 20 tháng 11 năm 1972 với tên gọi ban đầu là Trường Bổ túc văn hoá cấp 3 tại chức Gang Thép với 11 giáo viên.
Tháng 10 năm 1980, Đảng uỷ Công ty Gang thép Thái Nguyên ra quyết định chuyển nhà trường từ khu tập thể Luyện thép ra khu trường hiện nay.
Ngày 9 tháng 5 năm 1984, trường đổi tên thành Trường Phổ thông trung học Kỹ thuật Công nghiệp Gang thép.
Năm 2000, trường chuyển từ quản lý của Công ty Gang thép về Sở giáo dục đào tạo. Ngày 21 tháng 2 năm 2000, trường được đổi tên thành Trường Trung học phổ thông Chu Văn An.

## Thành tích
Tính đến năm 2017, trường THPT Chu Văn An là trường THPT đầu tiên trong tỉnh được Bộ GD-ĐT công nhận trường đạt chuẩn Quốc gia giai đoạn 2001-2010.
Giai đoạn 2011-2015 và giai đoạn 2016-2020 được công nhận lại trường THPT đạt chuẩn Quốc gia. Trường cũng được Đảng và Nhà nước tặng thưởng 3 Huân chương Lao động: Huân chương lao động Hạng 3 (năm 1992), Hạng Nhì (năm 1996) và Hạng Nhất (năm 2002). 
Đến năm 2011 nhà trường được tặng thưởng Huân chương Độc lập hạng 3. Trường liên tục đạt danh hiệu trường tiên tiến xuất sắc. Nhiều năm là đơn vị dẫn đầu các trường phổ thông trong tỉnh.
Năm 2010 và 2016, Trường được UBND Tỉnh cấp giấy chứng nhận Kiểm định chất lượng giáo dục cấp độ 3. 12/15 lần đạt giải toàn đoàn trong Hội thi giáo viên dạy giỏi cấp tỉnh (4-Nhất, 4-Nhì, 4-Ba), trường cũng là đơn vị đi đầu trong khối các trường THPT ứng dụng có hiệu quả CNTT và truyền thông trong quản lý và giảng dạy. Đây cũng trường THPT duy nhất của tỉnh Thái Nguyên nằm trong top 200 trường có điểm thi ĐH cao nhất toàn quốc. Trình độ Thạc sĩ của nhà trường: 26/54 GV (48,1%) và 1 đang học Thạc sĩ. Có 4 Thạc sĩ tiếng Anh và 6 đạt trình độ C1 theo khung tham chiếu Châu Âu.

## Chất lượng
Với vai trò là một trong những trường đứng đầu của tỉnh Thái Nguyên, song chất lượng giáo dục hai mặt ngày càng được nâng cao hơn theo hướng bền vững. Đội ngũ giáo viên nhiệt tình, tâm huyết với nghề. Số giáo viên dạy giỏi cấp tỉnh đạt mức cao: 37/54 (68,5%), có nhiều thầy cô đạt 3 lần giáo viên dạy giỏi và giáo viên dạy giỏi xuất sắc.

## Giáo viên nổi bật
Cô Nguyễn Thị Quốc Hòa là nhà giáo ưu tú đang giảng dạy tại trường và có 01 giáo viên là nghiên cứu sinh cũng đang giảng dạy tại trường.